# Paproć Duża (gmina)
Paproć Duża – dawna gmina wiejska istniejąca przejściowo w XIX wieku w guberni łomżyńskiej. Siedzibą władz gminy była Paproć Duża.
Gmina powstała w Królestwie Polskim w 1868 roku w powiecie ostrowskim w guberni łomżyńskiej, z części obszaru gminy Jasienica. 
Gmina została zniesiona w 1877 roku, a jej obszar włączono z powrotem do gminy Jasienica.